# Michael Becker-Mrotzek
Michael Becker-Mrotzek (* 1957) ist ein deutscher Germanist und Hochschullehrer i. R. an der Universität zu Köln.

## Leben
Becker-Mrotzek studierte 1976–1982 das Lehramt für Germanistik und Sport an den Universitäten Essen und Wuppertal und absolvierte bis 1986 das Referendariat. Dann promovierte er 1986 an Universität Hamburg und wurde Wissenschaftlicher Mitarbeiter an der Universität Dortmund bis 1989. 1990–1996 wirkte er als Wissenschaftlicher Assistent an der Westfälischen Wilhelms-Universität Münster. Nach der Habilitation 1996 war er seit 1999 Professor für deutsche Sprache und ihre Didaktik an der Universität zu Köln. 2024 trat er in den Ruhestand.
Seit Anfang 2012 war er Direktor des Mercator-Instituts für Sprachförderung und Deutsch als Zweitsprache. Er ist außerdem wissenschaftlicher Leiter der Abteilung Sprache und Bildungssystem. Vom Frühjahr 2013 bis Februar 2020 war er Sprecher des Trägerkonsortiums der Bund-Länder-Initiative Bildung durch Sprache und Schrift (BiSS) und ist seit dem 1. März 2020 Sprecher des Trägerkonsortiums der Initiative zum Transfer von Sprachbildung, Lese- und Schreibförderung (BiSS-Transfer). Im Rahmen der Kölner Zukunftsstrategie „Lehrer*innenbildung – Heterogenität und Inklusion gestalten“ (ZuS, gefördert im Rahmen der Qualitätsoffensive Lehrerbildung des BMBF) ist er für die Nachwuchsförderung verantwortlich.
Seine Forschungsschwerpunkte sind Schreibforschung und Schreibdidaktik, Gesprächsforschung und Gesprächsdidaktik sowie Unterrichtsentwicklung.
Er ist Mitglied des Beirats für Integration und Teilhabe der Landesregierung Nordrhein-Westfalen, des wissenschaftlichen Beirats des Regensburger Universitätszentrums für Lehrerbildung (RUL), der Expertenkommission zur Verbesserung der Schulqualität in Berlin und der Expertenkommission der Friedrich-Ebert-Stiftung sowie Sprecher des Beirats der School of Education an der Universität Salzburg. Von 2021 bis 2024 war er als Fachdidaktiker Mitglied der Ständigen Wissenschaftlichen Kommission der Kultusministerkonferenz.

## Schriften
- Schüler erzählen aus ihrer Schulzeit, 1989
- Schreibentwicklung und Textproduktion. Der Erwerb der Schreibtätigkeit am Beispiel der Bedienungsanleitung, 1997, ISBN 978-3-531-13042-2
- Mitautor: Unterrichtskommunikation, 2009
- Mitautor: Lesen und Schreiben lehren und lernen : Grundlagen für die Schulentwicklung – ein integratives Konzept für den Anfangsunterricht, München 2015
- Mitautor: Sprachliche Bildung – Grundlagen und Handlungsfelder, 2017, ISBN 978-3830933892
- mit Kai Maaz: Schule weiter denken. Was wir aus der Pandemie lernen, 2021